# GET SPORTS
『GET SPORTS』（げっと・すぽーつ）は、1998年4月6日（4月5日深夜）からテレビ朝日系列で放送されているスポーツドキュメンタリー・検証番組である。

## 概要
開始当初は関東ローカル番組であった。プロ野球やサッカーなどのスポーツ選手にスポットを当てて紹介するスポーツドキュメンタリー・検証番組である。基本的にスタジオパートよりもVTRの放送に重点を置いている。電子番組ガイドや、公式サイト名では「Get Sports」と表記されているが、すべて大文字で表記するのが正しい。
番組内容は週替わりの特集VTRが中心だが、スポーツ中継を行う場合もある。開始当初、番組は「テレビ版『Number』」を目指して制作されていた。番組中で使われる音楽の一部はオリジナルで制作しており、これらの楽曲を集めたアルバムを、これまでに2枚発売している。
当初は生放送だったが、放送期間中に南原が『ヒルナンデス!』（日本テレビ）、中西が『クロノス』（TOKYO FM） とメイン司会を務める帯の情報番組を抱えるようになり、いずれも本番組から数時間も経たずに二人が局へ入り、上記番組にそれぞれ出演するというスケジュール上の負担を軽減するため体制を変更することとなった。体制変更当初は本編部分を先行収録してから『N&S』のパートを生放送で行ってその日の収録スケジュールを終える形だったが（それまでは本編部分で右上に『LIVE』とテロップ表示していた）、程なくして生放送そのものが行われなくなり現在は別日に全編事前収録となっている。さらに週によっては南原が出演しない回も散見されるようになった。

### 放送
2017年4月17日までは月曜0:45 - 2:40（日曜深夜）に放送していたが、0:45 - 1:10に前半番組『ANN NEWS&SPORTS』（以下、N&Sと表記。ネットワークセールス枠は0:58まで）を放送していた。また、「ANN NEWS&SPORTS」明けの本編の冒頭5分間（1:10 - 1:15）は「G-graphic」というミニコーナーを放送していたが、この5分間はローカル枠のため、フルネット局であっても、メ〜テレでは一時期別番組（『世界の車窓から』の遅れネット）に差し替えていた。なお、企画の内容（長時間の特集やスポーツ中継など）によって放送時間を延長することがある。
また、特集の予告部分はテレビ朝日のみが放送しており、系列は『N&S』のオープニングからネットするため、系列にとっては新聞発表上『GET SPORTS』と記載があっても、「ANN NEWS&SPORTS」と本編が互いに別番組のような扱いになっている。
以上のような事情により、1:15に再度オープニング映像が入っていた。
なお、系列局によっては野球中継延長やメンテナンス等の問題で『GET SPORTS』本編をネットせずに、『N&S』のみを単独ネットすることがある。その際は新聞発表上「GET [N]」となることが多い。また『GET SPORTS』本編の放送時間が短い放送局もある。
2003年9月の秋場所まで大相撲期間中は『大相撲ダイジェスト』も挿入していたため、終了時間も2:17に延長されていた。また、『速報!甲子園への道』（朝日放送テレビ制作）放送時も終了時間延長の措置が取られる（2005年度の当該時期は世界水泳中継のため『N&S』部分のみの放送。2008年の同期間は、内包した上で、終了時間の延長もなし）。
2006年3月までは0:00からの放送であったが、2006 FIFAワールドカップ開催に伴い『やべっちFC』の放送時間が15分拡大されたため、0:15からの開始となった。2010年4月からは放送開始時間が15分繰り下がって0:30開始となり、さらに2011年10月からは『日曜洋画劇場』の時間拡大により0:45開始となる。なお、『熱闘甲子園』（朝日放送テレビ・テレビ朝日共同制作）の放送期間中はさらに30分繰り下げられる。前半のスポーツニュース枠では、サッカーJリーグの結果は前枠の『やべっちFC』で詳しく報じているため、この番組ではあまり言及していない。
2009年4月20日（4月19日深夜）の放送で放送回数が500回に到達し、これに合わせてオープニングテーマや番組ロゴなどを一新した。
2010年7月5日（7月4日深夜）の放送から、地上アナログ放送では16:9のレターボックス画面での放送に変更された。
2012年3月12日（3月11日深夜）の放送は、｢東日本大震災から1周年｣の特別編成により、前半番組の「ANN NEWS&SPORTS」を前日11日に単独番組扱いで放送したため、フルネット局以外では本番組を臨時非ネットとした。
2017年3月13日（3月12日深夜）は前夜の『2017 ワールド・ベースボール・クラシック』中継の大幅延長のため、全局休止となった。
テレビ朝日の2017年4月改編において、日曜20:54 - 翌2:40枠が大改編される。これにより、まず4月23日より『サンデーステーション』の放送開始に伴い、本番組に内包されていたネットワークゾーン『ANN NEWS&SPORTS』（第1期）が4月17日で終了となったため、また5月1日から月曜0:40 - 1:10（日曜深夜）にドラマ『サヨナラ、えなりくん』（関東ほか一部地域でのみ放送）を放送開始する ため、本番組は4月24日からは全編ローカルセールス枠に降格となる。またこれにあわせ、4月24日から25分繰り下げ・短縮となる1:10 - 2:40の90分枠とする予定であったが、繰り下げ・枠縮小後初回のこの日は当初予定では30分前拡大の0:40 - 2:40（2:10に飛び降り点あり。）に放送予定であった。しかし、前夜（4月23日）の『サンデーステーション』初回が急遽24分拡大（20:54 - 22:18）となるならびに前夜のミニ番組『丸の内小町』の24分繰り下げ・1分拡大（23:29 - 23:35。関東地区以外は別番組に差し替え）のため、通常より5分繰り上げ・25分拡大となる1:05 - 3:00（2:35に飛び降り点あり。）に放送（放送尺としては当初予定より5分短縮される）。なお、2018年4月1日より『サンデーステーション』の夕方への枠移動に伴い、4月2日より『ANN NEWS&SPORTS』（第2期）が再開となるも、単独番組扱いでの放送になるため、引き続きローカルセールス枠となる。
2020年4月10日（4月9日深夜）の放送で放送回数が1000回に到達した。
2020年以降、月１回（主に最終週）は当番組を休止する。代わりに単発バラエティ番組、ABEMAで放送中の特別番組を放送される事がある。（2022年は番組が休止する月が減ってきている）

## 出演者
2019年12月現在
- ナビゲーター：南原清隆（メイン）、中西哲生（サッカー）
  - プロ野球担当は2015年2月より不在（後述表参照）

以外の人物は、テレビ朝日アナウンサー。
- 進行：三上大樹、本間智恵

### 過去
| 期間       | 期間       | ナビゲーター | ナビゲーター | ナビゲーター | 進行     | 進行       | 進行       | ニュース担当 |
| ---------- | ---------- | ------------ | ------------ | ------------ | -------- | ---------- | ---------- | ------------ |
| 1998.4.6   | 1998.9.28  | 南原清隆     | 栗山英樹     | 栗山英樹     | 角澤照治 | 大下容子   | 大下容子   | （不在）     |
| 1998.10.5  | 1999.9.27  | 南原清隆     | 栗山英樹     | 栗山英樹     | 角澤照治 | 上山千穂   | 上山千穂   | （不在）     |
| 1999.10.4  | 2001.3.26  | 南原清隆     | 栗山英樹     | 栗山英樹     | 角澤照治 | 武内絵美   | 武内絵美   | （不在）     |
| 2001.4.2   | 2002.4.1   | 南原清隆     | 栗山英樹     | 中西哲生     | 中山貴雄 | 武内絵美   | 武内絵美   | （不在）     |
| 2002.4.8   | 2003.9.29  | 南原清隆     | 栗山英樹     | 中西哲生     | 中山貴雄 | 武内絵美   | 武内絵美   | 岡田洋子     |
| 2003.10.6  | 2005.3.28  | 南原清隆     | 栗山英樹     | 中西哲生     | 中山貴雄 | 大木優紀   | 大木優紀   | 岡田洋子     |
| 2005.4.4   | 2006.3.27  | 南原清隆     | 栗山英樹     | 中西哲生     | 中山貴雄 | 大木優紀   | 大木優紀   | 野村真季     |
| 2006.4.3   | 2008.9.29  | 南原清隆     | 栗山英樹     | 中西哲生     | 中山貴雄 | 久保田直子 | 久保田直子 | 萩野志保子   |
| 2008.10.6  | 2011.3.28  | 南原清隆     | 栗山英樹     | 中西哲生     | 中山貴雄 | 本間智恵   | 八木麻紗子 | 萩野志保子   |
| 2011.4.4   | 2011.12.26 | 南原清隆     | 栗山英樹     | 中西哲生     | 中山貴雄 | 本間智恵   | 竹内由恵   | 萩野志保子   |
| 2012.1.9   | 2012.1.30  | 南原清隆     | （不在）     | 中西哲生     | 中山貴雄 | 本間智恵   | 竹内由恵   | 萩野志保子   |
| 2012.2.6   | 2013.3.25  | 南原清隆     | 工藤公康     | 中西哲生     | 中山貴雄 | 本間智恵   | 竹内由恵   | 萩野志保子   |
| 2013.4.1   | 2013.11.11 | 南原清隆     | 工藤公康     | 中西哲生     | 三上大樹 | 本間智恵   | 本間智恵   | 萩野志保子   |
| 2013.11.18 | 2015.1.26  | 南原清隆     | 工藤公康     | 中西哲生     | 三上大樹 | 本間智恵   | 本間智恵   | 村上祐子     |
| 2015.2.2   | 2015.6.29  | 南原清隆     | （不在）     | 中西哲生     | 三上大樹 | 本間智恵   | 本間智恵   | 村上祐子     |
| 2015.7.6   | 2017.4.17  | 南原清隆     | （不在）     | 中西哲生     | 三上大樹 | 本間智恵   | 本間智恵   | 上山千穂     |
| 2017.4.24  | 現在       | 南原清隆     | （不在）     | 中西哲生     | 三上大樹 | 本間智恵   | 本間智恵   | （不在）     |

### 備考
- 進行とANNニュースはテレビ朝日アナウンサー（出演当時の者を含む）が担当。2002年4月以降は「N&S」のスポーツニュース（このうち1名は4月7日20:54からの「ANNニュース」も兼任することがある）も担当（VTR中はあらかじめ録音されている。プロ野球やゴルフなど地方で行われた試合の場合は系列局のアナウンサーが担当）。生放送及び後半部分を先に収録していた時代はそのまま『GET』のセットから南原・工藤が出演していたが、全編収録体制となった後はグリーンバック（伝えられる注目スポーツの映像を合成）を背景に進行アナだけが出演していた。
- 2008年10月から2013年3月までは女性アナが2人に増員。特別な場合を除き、どちらか片方がスタジオに出演する（もう片方が同じ週にVTR出演することはある）。
- 栗山は北海道日本ハムファイターズ、工藤は福岡ソフトバンクホークスの監督就任に伴い降板。

## 放送時間
通常編成時の放送時間をすべて日本時間（JST）で表記する。放送曜日はすべて月曜（日曜深夜）。
| 放送期間       | 放送期間       | 放送時間             | 備考                                                  |
| -------------- | -------------- | -------------------- | ----------------------------------------------------- |
| 1998年4月6日   | 1999年3月29日  | 0:30 - 1:25（55分）  |                                                       |
| 1999年4月5日   | 2002年4月1日   | 1:00 - 1:55（55分）  | ※ここまで、全編ローカルセールス枠。                   |
| 2002年4月8日   | 2006年3月27日  | 0:00 - 1:55（115分） | ※ここから、番組途中までではあるが、全国ネットに移行。 |
| 2006年4月3日   | 2008年3月31日  | 0:15 - 1:55（100分） |                                                       |
| 2008年4月7日   | 2009年3月30日  | 0:15 - 1:15（60分）  |                                                       |
| 2009年4月6日   | 2010年3月29日  | 0:15 - 2:10（115分） |                                                       |
| 2010年4月5日   | 2011年10月3日  | 0:30 - 2:25（115分） |                                                       |
| 2011年10月10日 | 2017年4月17日  | 0:45 - 2:40（115分） | ※ここまで、番組途中までではあるが、全国ネット。       |
| 2017年4月24日  | 2018年3月26日  | 1:10 - 2:40（90分）  | ※ここから、全編ローカルセールス枠に復す。             |
| 2018年4月2日   | 2019年9月30日  | 1:25 - 2:55（90分）  |                                                       |
| 2019年10月7日  | 2020年10月12日 | 1:30 - 3:00（90分）  |                                                       |
| 2020年10月19日 | 現在           | 1:25 - 2:55（90分）  |                                                       |

## スタッフ
- ナレーター：佐藤政道
- プロデューサー：武田哲治、濱田克彦
- 演出：四十物裕司、山口忠男
- ディレクター：岡光徳、藤澤伊織、坂井由里子、澤田一聖、仲里光広、藤倉啓太、竹嶋正明、下夷啓詞、木崎伸吾、松堂早苗、大野亜希、久保田知則、伊東舞、川口涼華、谷中功
- 構成：小林偉、小松武
- 編成：高橋陣

## ネット局
| 放送対象地域 | 放送局       | 系列           | 放送期間       | 放送時間                     | ネット状況        |
| ------------ | ------------ | -------------- | -------------- | ---------------------------- | ----------------- |
| 関東広域圏   | テレビ朝日   | テレビ朝日系列 | 1998年4月6日 - | 月曜 1:30 - 3:00（日曜深夜） | 制作局            |
| 福岡県       | 九州朝日放送 | テレビ朝日系列 | 2002年4月8日 - | 月曜 1:30 - 3:00（日曜深夜） | [ 注 4 ] [ 注 5 ] |

- ローカルセールス枠のため、通常時ネット局であっても臨時非ネットになることがあるほか、通常時非ネット局が臨時ネットをする場合もある。放送局の「備考」の欄も参照。
- 2020年10月の番組改編により撤退する局が増え、関東地区と福岡県のみの放送となった。

### 過去のネット局
以下の各局では番組打ち切り時点において、番組冒頭の「ANN NEWS&SPORTS」のみのネットにとどまっていた。
| 放送対象地域   | 放送局           | 系列           | 放送期間                     | 備考     |
| -------------- | ---------------- | -------------- | ---------------------------- | -------- |
| 青森県         | 青森朝日放送     | テレビ朝日系列 | 2002年4月8日 - 2017年4月17日 |          |
| 岩手県         | 岩手朝日テレビ   | テレビ朝日系列 | 2002年4月8日 - 2017年4月17日 |          |
| 秋田県         | 秋田朝日放送     | テレビ朝日系列 | 2002年4月8日 - 2017年4月17日 |          |
| 山形県         | 山形テレビ       | テレビ朝日系列 | 2002年4月8日 - 2017年4月17日 |          |
| 福島県         | 福島放送         | テレビ朝日系列 | 2002年4月8日 - 2017年4月17日 |          |
| 新潟県         | 新潟テレビ21     | テレビ朝日系列 | 2002年4月8日 - 2017年4月17日 |          |
| 長野県         | 長野朝日放送     | テレビ朝日系列 | 2002年4月8日 - 2017年4月17日 |          |
| 静岡県         | 静岡朝日テレビ   | テレビ朝日系列 | 2002年4月8日 - 2017年4月17日 |          |
| 石川県         | 北陸朝日放送     | テレビ朝日系列 | 2002年4月8日 - 2017年4月17日 |          |
| 近畿広域圏     | 朝日放送         | テレビ朝日系列 | 2002年4月8日 - 2017年4月17日 | [ 注 6 ] |
| 山口県         | 山口朝日放送     | テレビ朝日系列 | 2002年4月8日 - 2017年4月17日 | [ 注 7 ] |
| 香川県・岡山県 | 瀬戸内海放送     | テレビ朝日系列 | 2002年4月8日 - 2017年4月17日 |          |
| 愛媛県         | 愛媛朝日テレビ   | テレビ朝日系列 | 2002年4月8日 - 2017年4月17日 | [ 注 7 ] |
| 長崎県         | 長崎文化放送     | テレビ朝日系列 | 2002年4月8日 - 2017年4月17日 |          |
| 熊本県         | 熊本朝日放送     | テレビ朝日系列 | 2002年4月8日 - 2017年4月17日 | [ 注 7 ] |
| 大分県         | 大分朝日放送     | テレビ朝日系列 | 2002年4月8日 - 2017年4月17日 | [ 注 7 ] |
| 鹿児島県       | 鹿児島放送       | テレビ朝日系列 | 2002年4月8日 - 2017年4月17日 |          |
| 沖縄県         | 琉球朝日放送     | テレビ朝日系列 | 2002年4月8日 - 2017年4月17日 | [ 注 7 ] |
| 北海道         | 北海道テレビ     | テレビ朝日系列 | 2002年4月8日 - 2020年10月    |          |
| 宮城県         | 東日本放送       | テレビ朝日系列 | 2002年4月8日 - 2020年10月    |          |
| 広島県         | 広島ホームテレビ | テレビ朝日系列 | 2002年4月8日 - 2020年10月    |          |
| 中京広域圏     | 名古屋テレビ     | テレビ朝日系列 | 2002年4月8日 - 2021年3月     | [ 注 8 ] |

- 上記の各局での放送期間中は番組冒頭に「ANN NEWS&SPORTS」（上記の各局での番組打ち切り時点では0:45 - 1:10）を内包していた。上記の各局での番組打ち切り時点では、本番組としては0:58までをネットワークセールス枠としており、0:58以降はローカルセールス枠のため、フルネットしている局であっても臨時に0:58までもしくは1:10までの放送になることがあったほか、通常時の飛び降り局では飛び降り時刻を0:58に繰り上げもしくは1:10に繰り下げたり、臨時フルネットをする場合もあった。上記の各局での番組打ち切り時点で1:10までに終了していた局は「本編」を放送していなかった。放送局の「備考」の欄も参照。
- 毎年7月中旬から8月頭の期間は、本番組のフルネット局では番組冒頭の「ANN NEWS&SPORTS」部分と本編の間に「速報!甲子園への道」（朝日放送制作）をネットするため、臨時に一時中断番組となっていた。
- 2020年10月の番組改編時に北海道テレビ、東日本放送、広島ホームテレビは撤退し、各局のホームページからも削除された。

## テーマ曲
- オープニングテーマ
  - Ameno〜piano style 500〜 / Tempei & KAZSIN（2009年4月20日 - ）
- G-graphic テーマ
  - ※週により異なる
- G-week テーマ
  - A Little Scottish Fantasy / ヴァネッサ・メイ

### 過去のテーマ曲
- オープニングテーマ
  - Ameno（GLAND-SLAM Mix）/ Get-Sound Project（ - 2009年4月13日）
- G-graphic テーマ
  - Angel Voices Calling / 藤田恵美
- G-week テーマ
  - VOICE OF THE BRAVE / Get-Sound Project feat.shibarie

「Ameno」は元々フランスのバンドであるeRaが制作したものであり、当番組がオープニングテーマ曲用にアレンジしたものである。なお、「Ameno」は彼等の代表曲として知られている。

## 漫画
『週刊少年マガジン』において、不定期で本番組とのタイアップによる短期漫画が連載されている。作画は関口太郎。
坂本勇人、遠藤保仁、上野由岐子、安藤美姫、城島健司、田中将大 のエピソードが漫画化された。2015年2月現在のところ、田中将大篇を除く5篇が以下の通り単行本に収録されている。
- 作画・関口太郎、協力・テレビ朝日『GET SPORTS 知られざる挫折と栄光』講談社〈講談社コミックス〉2010年4月16日発売 ISBN 978-4063842913